# Asialeyrodes multipori
Asialeyrodes multipori là một loài côn trùng cánh nửa trong họ Aleyrodidae, phân họ Aleyrodinae.
Asialeyrodes multipori được Takahashi miêu tả khoa học đầu tiên năm 1942.